# Parkstand

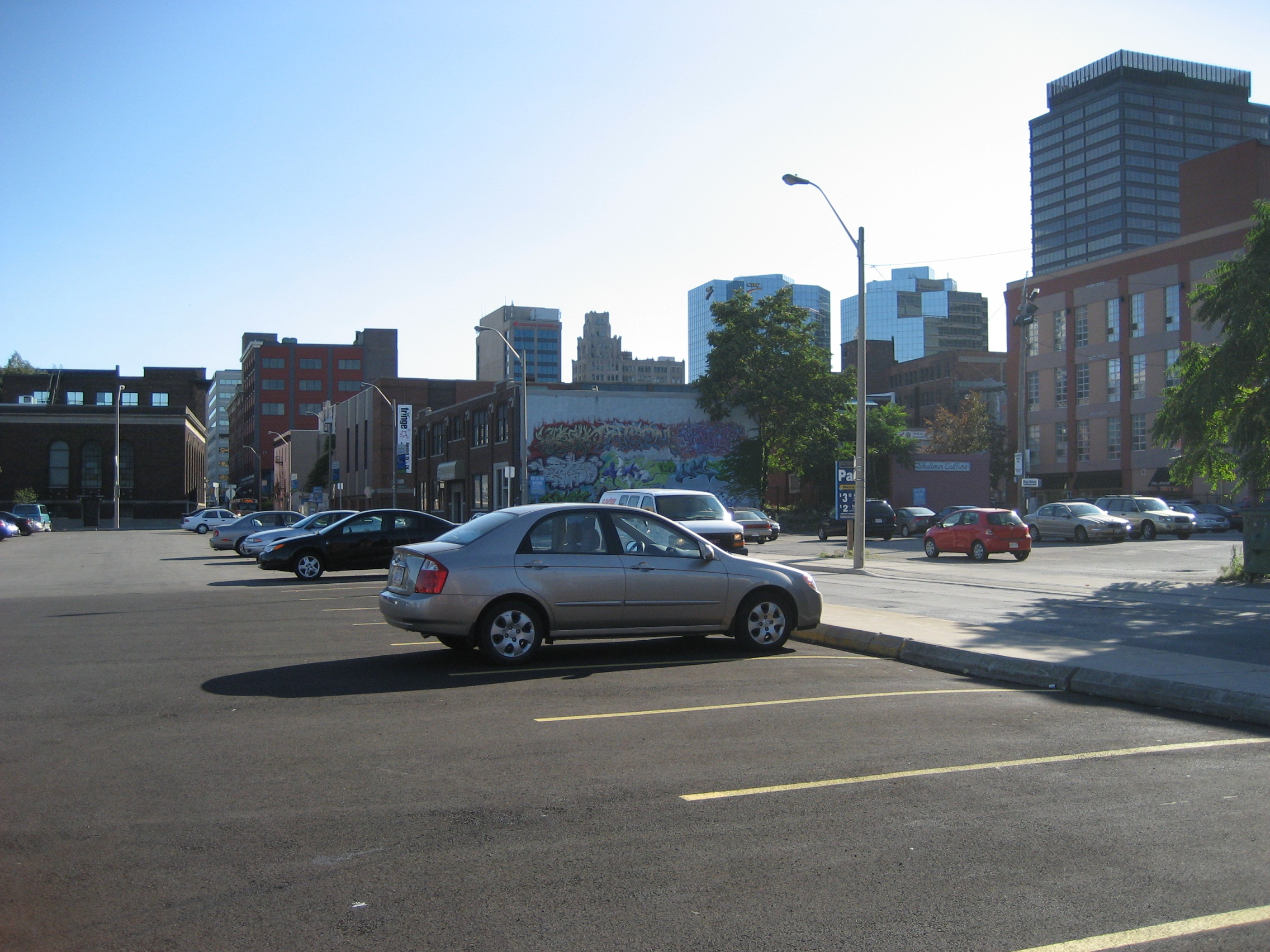
Pkw-Parkstände in Senkrechtaufstellung

Ein Parkstand (in der Schweiz Parkfeld) ist eine abgegrenzte Fläche im öffentlichen Verkehrsraum, die dem Parken genau eines Straßenfahrzeuges dient. Mehrere Parkstände bilden einen Parkplatz, der auch von der Straße abgesetzt sein kann. Stellplätze liegen im Unterschied zu Parkständen auf privatem Grund.

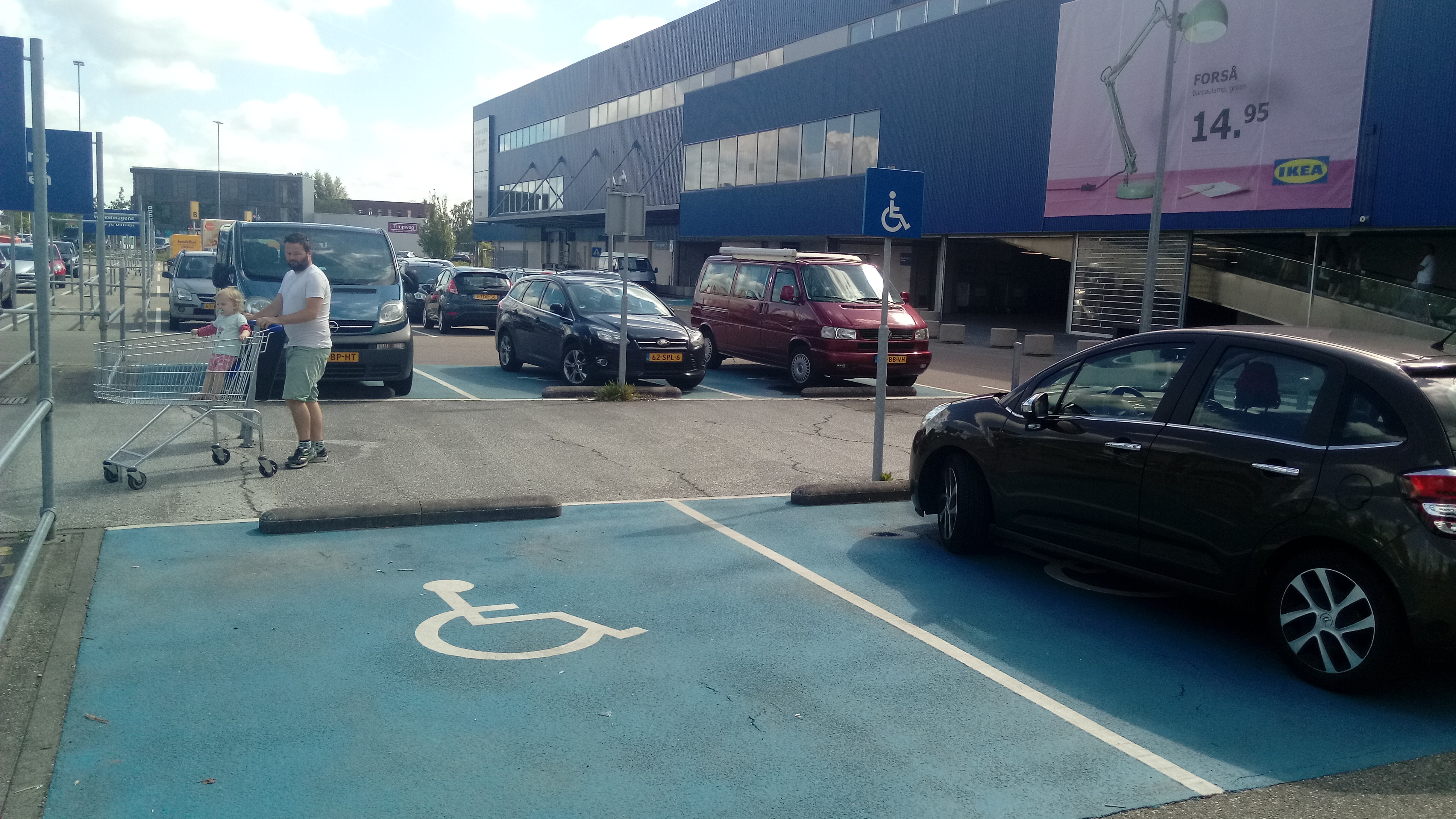
Pkw-Parkstand für Rollstuhlfahrer

Parkstände für motorisierte Fahrzeuge werden meist in Parkstreifen entlang von Fahrbahnen angeordnet, Parkstände für Fahrräder sind in der Regel aus dem Seitenraum erreichbar. Ein Parkstand kann besondere Ausstattungsmerkmale haben, z. B. eine öffentliche Ladesäule für Elektrofahrzeuge.

## Aufstellung
Es wird in vier Aufstellungsarten von parkenden Kraftfahrzeugen unterschieden:
- Längsaufstellung
- Schrägaufstellung
- Senkrechtaufstellung
- Blockaufstellung

## Maße
Die Parkstandstiefe (auch Aufstelltiefe) ist von der Art der Aufstellung, dem Aufstellwinkel und der Fahrzeugdimension abhängig. Wird der Parkstand mit Hilfe eines Hochbordes zum Gehweg abgegrenzt, muss zur Parkstandstiefe noch der so genannte Überhangstreifen hinzugegeben werden. Die Fahrzeuge rollen bis zum Anschlag am Bordstein vor, der vordere Teil des Fahrzeuges ragt jedoch noch in den Gehweg hinein. In Deutschland soll deshalb nach den Richtlinien für die Anlage von Stadtstraßen der Überhangstreifen berücksichtigt werden. Die Breite des Streifens sollte bei beengten Verhältnissen 50 cm, unter normalen Umständen 70 cm betragen.